# كولن وارد (لاعب كرة قاعدة)
كولن وارد (بالإنجليزية: Colin Ward)‏ هو لاعب كرة قاعدة أمريكي، ولد في 22 نوفمبر 1960 في لوس أنجلوس في الولايات المتحدة.

## وصلات خارجية
- كولن وارد على موقعبيزبول رفرنس.كوم (الدوري الرئيسي) (الإنجليزية)
- كولن وارد على موقعبيزبول رفرنس.كوم (الدوري الثانوي) (الإنجليزية)
- كولن وارد على موقع مشجعي الرسوم البيانية (الإنجليزية)